# 涵化理論
涵化理论（英語：Cultivation theory），由喬治·葛本納等人在20世纪70年代提出。与馬基所提出的文化涵化（acculturation）不同。涵化理論主要研究电视对观众的长期影响。涵化理论的核心思想是：在特定的人群中，看电视的时间越长，他们对于现实的感知越接近电视的内容。葛本納认为涵化理论是一种「批判的自由-多元主义」，因为它既有批判主义的性质又采用了实证主义的方法。

## 理論觀點
在涵化理论中，电视的叙事性产生两种现象：回響效果（resonance）和主流效果（mainstreaming）。回響效果是指當電視內容和閱聽人的真實經驗越接近，電視的涵化效果越顯著。主流效果是指對於某特定議題而言，本來應有極為多元化的價值觀，但因為接觸了一定質量的媒介資訊，而變得與媒介中所呈現的「意見主流」雷同。葛本納提出“电视的3B”来说明主流化的过程，分别是：blurring, blending and bending，即电视会模糊由于文化、政治、经济、地区和阶层等产生的不同，并且使人们的态度混同于电视中的主流意识形态，而且使主流屈服于电视的政治经济任务及其所服务的体制，即服务于占统治地位的精英阶层。
而文化指標是葛本納是用來分析傳播媒介訊息反映文化現象的概念，所探討的概念有包括許多。操作面相有三種的研究方式:
1. 採取內容分析法探討符號真實。
2. 採用次級資料分析，呈現社會真實面。
3. 使用社會調查法獲知閱聽人的主觀真實經驗。

概念化面相則包括:
1. 是什麼（what is）：探討什麼被注意，及訊息內容呈現的密集頻率。
2. 強調什么（what is important）：探討指標呈現了什麼重要、相關的脈絡。
3. 什麼傾向（what is right）：探討呈現的詮釋脈絡、傾向。
4. 什麼結構（what is related to what）：分析訊息內容相互的關係，有關結構的問題。[1]

媒介傳遞了某些經驗、使閱聽者依據其所描述的社會現實來認知並闡釋真實生活(許智惠，2003)。
證明涵化理論中「資訊接觸量」與「對真實世界和媒介描繪世界的一致性認知」此主題做延伸，呈現涵化理論中更具體的議題——「資訊認知真實」。

## 研究背景與方法
在研究方法上，葛本納等人经过对美国电视受众长达30年的观察，在控制其他变量的条件下，用抽样调查的方法，提出看电视不同时长的受众对于不同问题的看法。葛本納等人强调，这项研究是基于美国的电视市场由于商业化运作而产生的内容同质性和重复性的基础之上的。在美国，没有人能完全逃避电视的影响。轻度电视观众与重度电视观众的差别不是不受涵化和受涵化，而是受涵化的程度不同。

## 質疑
在葛本納等人在美国的研究发表之后，又有不少研究者在不同国家和地区进行了涵化分析，然而，许多分析都没有证实葛本納等人的研究结果和涵化理论（参看J. M. Wober在英国的研究）。